# Tiroler Adler-Orden

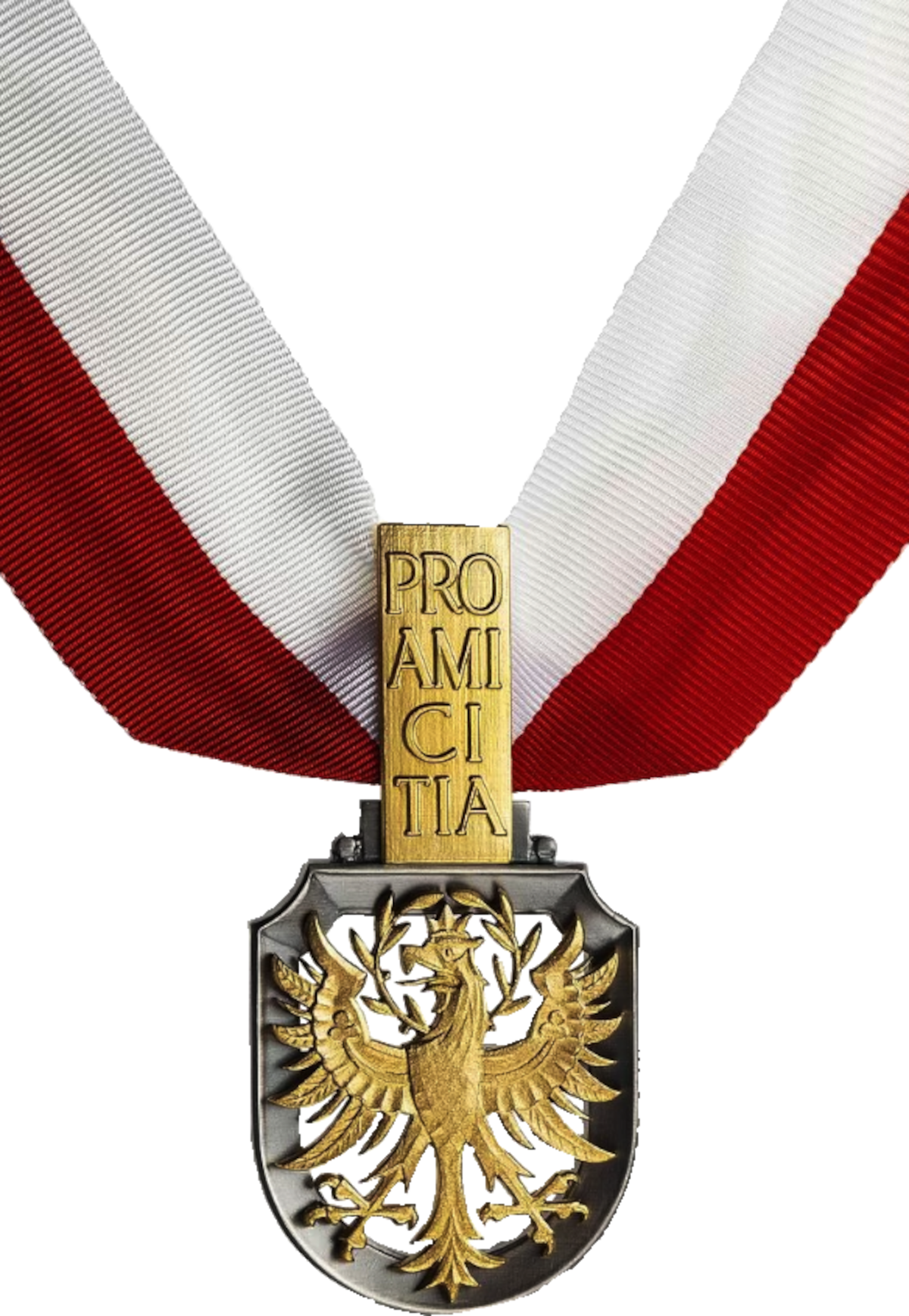
Großer Tiroler Adler-Orden

Der Tiroler Adler-Orden ist eine Auszeichnung des Landes Tirol.
Er wurde mit Gesetz vom 29. Mai 1970 geschaffen. Mit ihm werden außerhalb Tirols geborene Persönlichkeiten ausgezeichnet, die eine hervorragende freundschaftliche Beziehung zum Land Tirol in politischer, wirtschaftlicher oder kultureller Beziehung haben. Die Verleihung erfolgt am 9. Mai des jeweiligen Jahres.
Er wird in drei Rangstufen verliehen:
- Großer Tiroler Adler-Orden
- Tiroler Adler-Orden in Gold
- Tiroler Adler-Orden in Silber

## Träger des Adler-Ordens (Auswahl)

### Großer Tiroler Adler-Orden
- Günther Granser
- Herbert Schambeck
- Wolfgang Schmidt
- Gerhard Bletschacher (1973)
- Fritz Molden (1979)
- Ludwig Jedlicka (1976)
- Herbert Batliner (1984)
- Hans Karl Vacano
- Jean Sévillia (1991)
- Peter Schmidhuber (1995)
- Anton Kathrein junior (2001)
- Brigitte Fassbaender (2002)
- Alain de Krassny (2002)
- Walter Hagg (2005)[2]
- Andreas Treichl (2012)
- François Biltgen (2013)
- Emilia Müller (2013)
- Reinhard Olt (2013)
- Anton Zeilinger (2013)[3]
- Axel Diekmann (2014)
- Hanni Wenzel (2016)
- Maha Chakri Sirindhorn (2017)[4]
- Peter Zurbriggen (2018)[5]
- Othmar Commenda (2018)
- Jean-Claude Juncker (2019)[6]
- Waltraud Klasnic, Michael Linhart, Rene Pollitzer (Beschluss 2019, Verleihung 2023)[7]
- Franziska Honsowitz-Friessnigg (Beschluss 2021, Verleihung 2023)[7]
- Christoph Schönborn (Beschluss 2022, Verleihung 2023)[7]
- Adolf Feizlmayr, Franz Klammer (2023)[8]
- Wolfgang Ambros, Andreas Kiefer, Thomas Wieser (2024)[9]
- Klaus Maria Brandauer, Jeremias Schröder, Roswitha Stadlober (2025)[10]

### Tiroler Adler-Orden in Gold
- Ilse Dvorak-Stocker
- Alfred Hartl
- Friedrich Hoppe
- Roderich Regler
- Andreas Resch
- Luigi Ferdinando Tagliavini (1982)
- Willy Spiess (1984)
- Holger Magel (1988)
- Horst Seidler (1996)
- Helmut Puchebner (1998)
- Rainer Loose (2000)
- Klemens Fischer (2008)
- Sabine Schindler (2009)
- Eberhard Stüber (2011)
- Alessandro Quaroni (2012)
- Nikolas Stihl (2012)
- Klaus Buchleitner (2016)
- Gert Vogt (2017)
- Ulrike Tanzer (2018)
- Vera Purtscher (2019)
- Reinhold Sahl (Beschluss 2021, Verleihung 2023)[7]
- Alessandro De Marchi, Josef Kretschmer, Marie-Thérèse Kerschbaumer, Wolfgang Meighörner, Maria Patek, Martin Steinmeyer, Hilde Strobl, Christina Alexandridis (2023)[8]
- Arndt Kattwinkel, Lutz Maurer, Katharina Reich, Ronald Rohrer, Andreas Rosner, Clemens Schaller, Ulrike Sych[9]
- W. Wolfgang Fleischhacker, Martin Haberfellner, Michael Kögler, Michael König, Elmar Pichl, Angelika Schätz, Kathrin Zechner (2025)

### Tiroler Adler-Orden in Silber
- Udo Zehetleitner (2009)
- Erwin Mohr (2014)
- Ramón Jaffé (2015)
- Clemens Bieber (2016)
- Gebhard Kaiser (2016)
- Rudolf Lill
- Helga Bast und Horst Bast, Claudia Bonora, Paolo Predella (2023)[8]
- Ina Friedmann, Hans Grübler, Nataliya Niederkofler, Waltraud Orthner, Andrea Raffaseder, Jörg Schröttner, Kathrin Treutinger (2024)[9]
- Helga Berger, Kateryna Bilinska, Eva Gollubits, Werner Götz, Georg Grabensberger, Petro Gren, Volodymyr Herych, Bernhard Schneller, Wolfgang Stehrer (2025)

### Unbekannte Ausprägung
- Hanns Bisegger (1905–1985), Senator h. c. der Universität Innsbruck[11]
- Gerhart Baumann
- Reinhard Olt (1990)